# Polen op de Olympische Zomerspelen 1964
Polen nam deel aan de Olympische Zomerspelen 1964 in Tokio, Japan. De zeven gouden medailles waren een record tot dan toe. Deze prestatie is tot op heden nog niet overtroffen, maar wel drie keer geëvenaard.

## Medailleoverzicht
| Sport         | Olympiër | Onderdeel              | Medaille |
| ------------- | --- | ---------------------- | -------- |
| Atletiek      | Józef Szmidt | hink-stap-springen (m) | Goud     |
| Atletiek      | Teresa Ciepły Irena Kirszenstein Halina Górecka Ewa Kłobukowska | 4x100m (v)             | Goud     |
| Boksen        | Jozef Grudzien | -60kg (m)              | Goud     |
| Boksen        | Jerzy Kulej | -63,5kg (m)            | Goud     |
| Boksen        | Marian Kasprzyk | -67kg (m)              | Goud     |
| Gewichtheffen | Waldemar Baszanowski | -67,5kg (m)            | Goud     |
| Schermen      | Egon Franke | floret (m)             | Goud     |
| Atletiek      | Andrzej Zielinski Wieslaw Jan Maniak Marjan Foik Marjan Dudziak | 4x100m (m)             | Zilver   |
| Atletiek      | Irena Szewińska | 200m (v)               | Zilver   |
| Atletiek      | Teresa Barbara Wieczorek-Cieply | 80m horden (v)         | Zilver   |
| Atletiek      | Irena Szewińska | verspringen (v)        | Zilver   |
| Boksen        | Artur Olech | -51kg (m)              | Zilver   |
| Schermen      | Zbigniew Skrudlik Jan Rozycki Ryszard Parulski Witold Woyda Egon Franke | floret team (m)        | Zilver   |
| Atletiek      | Andrzej Badenski | 400m (m)               | Brons    |
| Atletiek      | Ewa Kłobukowska | 100m (v)               | Brons    |
| Boksen        | Jozef Grzesiak | -71kg (m)              | Brons    |
| Boksen        | Tadeusz Walasek | -75kg (m)              | Brons    |
| Boksen        | Zbigniew Pietrzykowski | -81kg (m)              | Brons    |
| Gewichtheffen | Mieczyslaw Nowak | -60kg (m)              | Brons    |
| Gewichtheffen | Marian Zielinski | -67,5kg (m)            | Brons    |
| Gewichtheffen | Ireneusz Palinski | -90kg (m)              | Brons    |
| Schermen      | Wojciech Zablocki Ryszard Zub Andrzej Piatkowski Jerzy Pawłowski Emil Antoni Ochyra | sabel team (m)         | Brons    |
| Volleybal     | Krystyna Czajkowska Jozefa Ledwig Marja Golimowska Jadwiga Rutkowska Danuta Kordaczuk Krystyna Jakubowska Jadwiga Marko-Ksiazek Marja Sliwka Zofia Szczesniewska Krystyna Krup Hanna Krystyna Busz Barbara Wieslawa Hermela-Niemczyk | zaal (v)               | Brons    |

## Deelnemers en resultaten

### Atletiek
| Olympiër | Onderdeel                | Resultaat | Prestatie                                                                                         |
| --- | ------------------------ | --------- | ------------------------------------------------------------------------------------------------- |
| Marian Dudziak                                                                                               | 100m (m)                 | 18e       | serie 4: 1ste in 10,6 kwartfinale 1: 6de in 10,5                                                  |
| Wiesław Maniak                                                                                               | 100m (m)                 | 4e        | serie 7: 1ste in 10,5 kwartfinale 2: 2de in 10,3 halve finale 1: 2de in 10,1 finale: 4de in 10,4  |
| Zbigniew Syka                                                                                                | 100m (m)                 | 36e       | serie 1: 5de in 10,7                                                                              |
| Marian Foik                                                                                                  | 200m (m)                 | 18e       | serie 4: 1ste in 21,1 kwartfinale 4: 2de in 21,0 halve finale 1: 4de in 20,9 finale: 6de in 20,8  |
| Andrzej Zieliński                                                                                            | 200m (m)                 | 20e       | serie 1: 2de in 21,2 kwartfinale 1: 5de in 21,5                                                   |
| Andrzej Badeński                                                                                             | 400m (m)                 | Brons     | serie 3: 1ste in 46,4 kwartfinale 2: 1ste in 46,5 halve finale 2: 2de in 46,2 finale: 3de in 45,6 |
| Ireneusz Kluczek                                                                                             | 400m (m)                 | DNF       | serie 7: 4de in 47,3 kwartfinale 4: niet gestart                                                  |
| Stanisław Swatowski                                                                                          | 400m (m)                 | 33e       | serie 1: 5de in 47,6                                                                              |
| Witold Baran                                                                                                 | 1500m (m)                | 6e        | serie 1: 2de in 3.45,3 halve finale 1: 2de in 3.38,9 finale: 6de in 3.40,3                        |
| Lech Boguszewicz                                                                                             | 5000m (m)                | 13e       | serie 2: 4de in 13.52,8                                                                           |
| Bogusław Gierajewski                                                                                         | 400m horden (m)          | 13e       | serie 2: 5de in 52,8                                                                              |
| Andrzej Zielinski Wieslaw Jan Maniak Marjan Foik Marjan Dudziak                                              | 4x100m (m)               | Zilver    | serie 1: 2de in 39,9 halve finale 2: 2de in 39,6 finale: 2de in 39,3                              |
| Marian Filipiuk Ireneusz Kluczek Stanisław Swatowski Andrzej Badeński Wojciech Lipoński Bogusław Gierajewski | 4x400m (m)               | 6e        | serie 2: 2de in 3.07,2 finale: 5de in 3.05,3                                                      |
| Mieczysław Rutyna                                                                                            | 20km snelwandelen (m)    | 26e       | 1:48.41                                                                                           |
| Mieczysław Rutyna                                                                                            | 50km snelwandelen (m)    | DSQ       | gediskwalificeerd                                                                                 |
| Andrzej Stalmach                                                                                             | verspringen (m)          | 8e        | kwalificatie: 11de met 7,46m finale: 8ste met 7,26m                                               |
| Jan Jaskólski                                                                                                | hink-stap-springen (m)   | 12e       | kwalificatie groep A: 5de met 16,10m finale: 12de met 15,82m                                      |
| Józef Szmidt                                                                                                 | hink-stap-springen (m)   | Goud      | kwalificatie groep A: 4de met 16,18m finale: 1ste met 16,85m (OR)                                 |
| Edward Czernik                                                                                               | hoogspringen (m)         | 11e       | kwalificatie groep B: 2de met 2,06m finale: 11de met 2,06m                                        |
| Włodzimierz Sokołowski                                                                                       | polsstokhoogspringen (m) | DNF       | kwalificatie groep B: geen geldige poging                                                         |
| Władysław Komar                                                                                              | kogelstoten (m)          | 9e        | kwalificatie: 7de met 18,05m finale: 9de met 18,20m                                               |
| Edmund Piątkowski                                                                                            | kogelstoten (m)          | DNS       | kwalificatie: niet gestart                                                                        |
| Alfred Sosgórnik                                                                                             | kogelstoten (m)          | 15e       | kwalificatie: 15de met 17,75m                                                                     |
| Zenon Begier                                                                                                 | discuswerpen (m)         | 6e        | kwalificatie: 7de met 56,31m finale: 6de met 57,06m                                               |
| Edmund Piątkowski                                                                                            | discuswerpen (m)         | 7e        | kwalificatie: 9de met 55,22m finale: 7de met 55,81m                                               |
| Władysław Nikiciuk                                                                                           | speerwerpen (m)          | 9e        | kwalificatie: 8ste met 73,45m finale: 9de met 73,11m                                              |
| Janusz Sidło                                                                                                 | speerwerpen (m)          | 4e        | kwalificatie: 2de met 76,93m finale: 4de met 80,17m                                               |
| Olgierd Ciepły                                                                                               | kogelslingeren (m)       | 8e        | kwalificatie: 14de met 63,66m finale: 8ste met 64,83m                                             |
| Tadeusz Rut                                                                                                  | kogelslingeren (m)       | 10e       | kwalificatie: 6de met 65,03m finale: 10de met 64,52m                                              |
| Zdzislaw Smolinski                                                                                           | kogelslingeren (m)       | 14e       | kwalificatie: 4de met 66,00m finale: 14de met 62,90m                                              |
| |                          |           |                                                                                                   |
| Halina Richter-Górecka                                                                                       | 100m (v)                 | 7e        | serie 5: 2de in 11,5 kwartfinale 3: 2de in 11,5 halve finale 1: 4de in 11,7 finale: 7de in 11,8   |
| Ewa Kłobukowska                                                                                              | 100m (v)                 | Brons     | serie 3: 1ste kwartfinale 4: 1ste in 11,4 halve finale 2: 2de in 11,4 finale: 3de in 11,6         |
| Barbara Sobotta                                                                                              | 100m (v)                 | 36e       | serie 2: 2de in 11,8 kwartfinale 1: 5de in 11,8                                                   |
| Halina Richter-Górecka                                                                                       | 200m (v)                 | DNS       | serie 1: niet gestart                                                                             |
| Irena Kirszenstein                                                                                           | 200m (v)                 | Zilver    | serie 6: 1ste in 23,8 halve finale 1: 2de in 23,6 finale: 2de in 23,1                             |
| Barbara Sobotta                                                                                              | 200m (v)                 | 6e        | serie 2: 2de in 24,1 halve finale 2: 4de in 23,7 finale: 6de in 23,9                              |
| Teresa Ciepły-Wieczorek                                                                                      | 80m horden (v)           | Zilver    | serie 4: 3de in 10,7 halve finale 1: 2de in 10,7 finale: 2de in 10,5                              |
| Maria Piątkowska                                                                                             | 80m horden (v)           | 6e        | serie 3: 1ste in 10,6 halve finale 2: 4de in 10,7 finale: 6de in 10,7                             |
| Teresa Ciepły Irena Kirszenstein Halina Górecka Ewa Kłobukowska                                              | 4x100m (v)               | Goud      | serie 1: 1ste in 44,6 finale: 1ste in 43,6                                                        |
| Irena Kirszenstein                                                                                           | verspringen (v)          | Zilver    | kwalificatie groep B: 1ste met 6,43m finale: 2de met 6,60m                                        |
| Jarosława Bieda                                                                                              | hoogspringen (v)         | 10e       | kwalificatie groep B: 3de met 1,70m finale: 10de met 1,71m                                        |

### Basketbal
| Olympiër | Onderdeel | Resultaat | Prestatie |
| --- | --------- | --------- | --- |
| Andrzej Perka Andrzej Pstrokoński Bohdan Likszo Janusz Wichowski Jerzy Piskun Kazimierz Frelkiewicz Krystian Czernichowski Krzysztof Sitkowski Mieczysław Łopatka Stanisław Olejniczak Tadeusz Blauth Zbigniew Dregier | mannen    | 6e        | groep A: 3de W van Hongarije: 56-53 W van Japan: 81-57 W van Italië: 61-58 V van Mexico: 70-71 V van Puerto Rico: 60-66 V van Sovjet-Unie: 65-74 W van Canada: 74-69 5-8ste plek: W van Uruguay: 82-69 5-6de plek: V van Italië: 59-79 |

| Groep A |             |             |             |             |        |        |        |        |
| #       | Land        | Wedstrijden | Wedstrijden | Wedstrijden | Punten | Punten | Punten | Punten |
| #       | Land        | G           | W           | V           | V      | T      | Saldo  | Punten |
| 1       | Sovjet-Unie | 7           | 7           | 0           | 562    | 424    | +138   | 14     |
| 2       | Puerto Rico | 7           | 5           | 2           | 493    | 454    | +39    | 12     |
| 3       | Polen       | 7           | 4           | 3           | 467    | 448    | +19    | 11     |
| 4       | Italië      | 7           | 4           | 3           | 495    | 480    | +15    | 11     |
| 5       | Mexico      | 7           | 3           | 4           | 485    | 514    | -29    | 10     |
| 6       | Japan       | 7           | 3           | 4           | 421    | 428    | -7     | 10     |
| 7       | Hongarije   | 7           | 2           | 5           | 407    | 469    | -62    | 9      |
| 8       | Canada      | 7           | 0           | 7           | 408    | 521    | -113   | 7      |

| Ronde       | Datum | Plaats      | Land  | Score     | Land |
| ----------- | ----- | ----------- | ----- | --------- | ---- |
| Groepsfase  |       |             |       |           |      |
| 11 oktober  | Tokio | Polen       | 56-53 | Hongarije |      |
| 12 oktober  | Tokio | Polen       | 81-57 | Japan     |      |
| 13 oktober  | Tokio | Italië      | 58-61 | Polen     |      |
| 14 oktober  | Tokio | Mexico      | 71-70 | Polen     |      |
| 16 oktober  | Tokio | Puerto Rico | 66-60 | Polen     |      |
| 17 oktober  | Tokio | Sovjet-Unie | 74-65 | Polen     |      |
| 18 oktober  | Tokio | Polen       | 74-69 | Canada    |      |
| 5-8ste plek |       |             |       |           |      |
| 18 oktober  | Tokio | Polen       | 82-69 | Uruguay   |      |
| 5-6de plek  |       |             |       |           |      |
| 22 oktober  | Tokio | Polen       | 59-79 | Italië    |      |

### Boksen
| Olympiër               | Onderdeel   | Resultaat | Prestatie |
| ---------------------- | ----------- | --------- | --- |
| Artur Olech            | -51kg (m)   | Zilver    | 1ste ronde: W van BUL Panayotov: 3-2 2de ronde: W van KEN Kamau: 5-0 kwartfinale: W van ROU Ciucă: 5-0 halve finale: W van URS Sorokin: walk-over finale: V van ITA Atzori: 1-4               |
| Brunon Bendig          | -54kg (m)   | 9e        | 1ste ronde: W van EUA Poser: 3-2 2de ronde: V van NGR Young: 2-3 |
| Piotr Gutman           | -57kg (m)   | 5e        | 1ste ronde: W van IRL Fitzsimmons: 5-0 2de ronde: W van JPN Takayama: scheidsrechterlijke beslissing kwartfinale: V van PHI Villanueva: scheidsrechterlijke beslissing                        |
| Józef Grudzień         | -60kg (m)   | Goud      | 1ste ronde: vrij 2de ronde: W van FIN Halonen: 4-1 3de ronde: W van KEN Oundo: 4-1 kwartfinale: W van BUL Pilichev: 5-0 halve finale: W van USA Harris: 4-1 finale: W van URS Barannikov: 5-0 |
| Jerzy Kulej            | -63,5kg (m) | Goud      | 1ste ronde: vrij 2de ronde: W van ARG Amaya: 4-1 3de ronde: W van GBR McTaggart: 4-1 kwartfinale: W van ROU Mihalic: 4-1 halve finale: W van GHA Blay: 5-0 finale: W van URS Frolov: 5-0      |
| Marian Kasprzyk        | -67kg (m)   | Goud      | 1ste ronde: W van CHI Vilugrón: 3-2 2de ronde: W van NGR Alimi: 5-0 kwartfinale: W van JPN Hamada: 5-0 halve finale: W van ITA Bertini: 3-2 finale: W van URS Tamulis: 4-1                    |
| Józef Grzesiak         | -71kg (m)   | Brons     | 1ste ronde: W van ITA Bruschini: 5-0 2de ronde: W van FIN Mattsson: 5-0 kwartfinale: W van ROU Mirza: 4-1 halve finale: V van URS Lagutin: 1-4                                                |
| Tadeusz Walasek        | -75kg (m)   | Brons     | 1ste ronde: W van AUS Bukowski: 5-0 2de ronde: W van ARG Aguilar: 5-0 kwartfinale: W van RAU Mirza: 4-1 halve finale: V van URS Popenchenko: knock-out                                        |
| Zbigniew Pietrzykowski | -81kg (m)   | Brons     | 1ste ronde: vrij 2de ronde: W van JAM Holmes: gediskwalificeerd kwartfinale: W van ARG Gargiulo: 5-0 halve finale: V van URS Kiselyov: 1-4                                                    |
| Władysław Jędrzejewski | +81kg (m)   | 9e        | 1ste ronde: V van URS Yemelyanov: scheidsrechterlijke beslissing |

### Gewichtheffen
| Olympiër             | Onderdeel   | Resultaat | Prestatie                                                                                            |
| -------------------- | ----------- | --------- | --- |
| Henryk Trębicki      | -56kg (m)   | 4e        | duwen: 4de met 105kg trekken: 5de met 102,5kg stoten: 5de met 135kg totaal: 342,5kg                  |
| Rudolf Kozłowski     | -60kg (m)   | 7e        | duwen: 8ste met 110kg trekken: 6de met 107,5kg stoten: 5de met 140kg totaal: 357,5kg                 |
| Mieczysław Nowak     | -60kg (m)   | Brons     | duwen: 6de met 112,5kg trekken: 2de met 115kg stoten: 3de met 150kg totaal: 377,5kg                  |
| Waldemar Baszanowski | -67,5kg (m) | Goud      | duwen: 3de met 132,5kg trekken: 1ste met 135kg (WR) stoten: 1ste met 165kg (OR) totaal: 432,5kg (WR) |
| Marian Zieliński     | -67,5kg (m) | Brons     | duwen: 1ste met 140kg (WR) trekken: 4de met 120kg stoten: 3de met 160kg totaal: 420kg                |
| Jerzy Kaczkowski     | -82,5kg (m) | 4e        | duwen: 6de met 145kg trekken: 4de met 135kg stoten: 3de met 177,5kg totaal: 457,5kg                  |
| Ireneusz Paliński    | -90kg (m)   | Brons     | duwen: 4de met 150kg trekken: 5de met 135kg stoten: 1ste met 182,5kg (OR) totaal: 467,5kg            |

### Kanovaren
| Olympiër                                                            | Onderdeel     | Resultaat | Prestatie                                                                           |
| ------------------------------------------------------------------- | ------------- | --------- | ----------------------------------------------------------------------------------- |
| Władysław Szuszkiewicz                                              | K-1 1000m (m) | 10e       | serie 3: 1ste in 4.06,48 halve finale 3: 4de in 4.08,51                             |
| Władysław Zieliński Stefan Kapłaniak                                | K-2 1000m (m) | 10e       | serie 1: 4de in 3.47,71 herkansingen: 3de in 3.52,49 halve finale 1: 4de in 3.49,24 |
| Stanislaw Jankowiak Rafal Piszcz Ryszard Marchlik Robert Ruszkowski | K-4 1000m (m) | 10e       | serie 1: 5de in 3.28,14 herkansingen: 2de in 3.22,84 halve finale 2: 4de in 3.25,43 |
|                                                                     |               |           |                                                                                     |
| Władysław Szuszkiewicz                                              | K-1 500m (v)  | 7e        | serie 2: 5de in 2.13,38 halve finale: 2de in 2.14,71 finale: 7de in 2.17,52         |
| Izabella Antonowicz Daniela Pilecka                                 | K-2 500m (v)  | 8e        | serie 2: 5de in 2.05,86 halve finale: 2de in 2.11,02 finale: 8ste in 2.04,31        |

### Roeien
| Olympiër                                                                              | Onderdeel       | Resultaat | Prestatie                                                                     |
| ------------------------------------------------------------------------------------- | --------------- | --------- | ----------------------------------------------------------------------------- |
| Eugeniusz Kubiak                                                                      | skiff (m)       | DNF       | serie 3: 3de in 8.08,96 herkansingen: 3de in 7.44,75 finale B: niet gestart   |
| Czesław Nawrot Alfons Ślusarski                                                       | twee-zonder (m) | 8e        | serie 3: 4de in 7.47,02 herkansingen: 2de in 7.35,82 finale B: 2de in 7.08,38 |
| Kazimierz Naskręcki Marian Siejkowski Stanisław Kozera                                | twee-met (m)    | 6e        | serie 3: 1ste in 7.55,79 finale: 6de in 8.40,00                               |
| Szczepan Grajczyk Marian Leszczyński Ryszard Lubicki Andrzej Nowaczyk Jerzy Pawłowski | vier-met (m)    | 6e        | serie 3: 3de in 6.58,64 herkansingen: 1ste in 7.11,74 finale: 6de in 7.28,15  |

### Schermen
| Olympiër | Onderdeel       | Resultaat | Prestatie |
| --- | --------------- | --------- | --- |
| Bohdan Andrzejewski | degen (m)       | DNS       | niet gestart |
| Wiesław Glos | degen (m)       | 25e       | 1ste ronde groep 8: 5de V van GBR Hoskyns: 2-5 V van HUN Nemere: 2-5 V van KOR Sin: 3-5 W van USA Pesthy: 5-3 W van JPN Araki: 5-4 W van CHI Gloffka: 5-3 W van ARG Taboada: 5-3 kwartfinale 1: 5de V van HUN Kulcsár: 4-5 V van LIB El-Said: 1-5 G van ITA Delfino: 5-5 W van SWE Lagerwall: 5-3 W van IRL Bouchier-Hayes: 5-0 V van JPN Tabuchi: 4-5 halve finale: V van URS Kriss: 3-10 |
| Bogdan Gonsior | degen (m)       | 5e        | 1ste ronde groep 4: 1ste G van AUT Trost: 5-5 W van LIB Saykali: 5-3 V van ITA Saccaro: 4-5 W van ROU Haukler: 5-4 W van USA Anger: 5-2 W van IRI Zarnegar: 5-2 W van CAN Andru: 5-2 kwartfinale 4: 1ste V van AUT Trost: 3-5 V van HUN Nemere: 2-5 W van URS Habārovs: 5-1 W van SUI Polledri: 5-3 W van GER Hecke: 5-3 W van JPN Okawa: 5-3 halve finale: W van GER Hecke: 10-5 5-8ste plek: W van SWE Lindwall: 10-7 5-6de plek: W van FRA Bourquard: 10-3                                      |
| Henryk Nielaba | degen (m)       | 9e        | 1ste ronde groep 3: 2de V van GBR Jacobs: 4-5 W van URS Kostava: 5-0 W van IRL Bouchier-Hayes: 5-3 W van LIB Gemayel: 5-2 W van ARG Serp: 5-1 W van IRI Zarnegar: 5-0 V van SWE Lindwall: 2-5 kwartfinale 6: 1ste W van GER Rompza: 5-1 W van SUI Bar: 5-2 W van AUS Humpreys: 5-2 W van GBR Jay: 5-1 W van GER Hecke: 5-3 W van JPN Okawa: 5-3 halve finale: W van AUS Humpreys: 10-5 halve finale 2: V van FRA Bourquard: 7-10                                                                   |
| Henryk Nielaba Mikołaj Pomarnacki Bogdan Gonsior Bohdan Andrzejewski Jerzy Pawłowski Wiesław Glos Ryszard Parulski Wojciech Zabłocki | degen team (m)  | 5e        | 1ste ronde groep 5: 1ste W van Zuid-Korea: 14-2 kwartfinale: V van Italië: 6-9 |
| Egon Franke | floret (m)      | Goud      | 1ste ronde groep 3: 2de V van JPN Mano: 3-5 W van HUN Gyuricza: 5-3 W van GBR Jay: 5-1 W van KOR Sin: 5-0 W van ARG Taboada: 5-1 kwartfinale 2: 3de V van URS Midler: 4-5 W van GBR Hoskyns: 5-1 W van JPN Tabuchi: 5-4 W van IRL Ryan: 5-1 V van RAU Soheim: 3-5 halve finale: W van USA Axelrod: 10-9 halve finale 2: W van GBR Hoskyns: 10-4 finale: 1ste W van FRA Magnan: 5-4 W van FRA Revenu: 5-4 W van AUT Losert: 5-1                                                                     |
| Ryszard Parulski | floret (m)      | 29e       | 1ste ronde groep 2: 2de W van RAU Soheim: 5-3 W van JPN Okawa: 5-3 V van CUB Penabella: 5-4 W van AUS Lund: 5-3 V van ITA Curletto: 4-5 kwartfinale 5: 5de V van USA Axelrod: 4-5 V van HUN Szabó: 2-5 W van GBR Jay: 5-4 W van IRI Madani: 5-0 V van FRA Courtillat: 4-5 kwartfinale barrage: 3de V van GBR Jay: 2-5 V van IRI Madani: 3-5 W van FRA Courtillat: 5-1 |
| Zbigniew Skrudlik | floret (m)      | DNS       | niet gestart |
| Witold Woyda | floret (m)      | 9e        | 1ste ronde groep 8: 2de V van ROU Haukler: 4-5 W van ITA La Ragione: 5-3 W van GER Gerresheim: 5-3 W van AUS McCowage: 5-2 W van COL Tamayo: 5-0 W van MAS Theseira: 5-1 kwartfinale 1: 3de V van URS Sveshnikov: 4-5 W van ROU Drîmbă: 5-4 W van ITA Curletto: 5-0 W van GBR Leckie: 5-2 V van HUN Gyuricza: 3-5 halve finale: V van FRA Revenu: 6-10 |
| Zbigniew Skrudlik Jan Rozycki Ryszard Parulski Witold Woyda Egon Franke                                                              | floret team (m) | Zilver    | 1ste ronde groep 2: 1ste W van Groot-Brittannië: 9-5 W van Australië: 13-3 kwartfinale: W van Roemenië: 9-2 halve finale: W van Japan: 9-4 finale: V van Sovjet-Unie: 7-9 |
| Emil Ochyra | sabel (m)       | 5e        | 1ste ronde groep 6: 2de V van FRA Parent: 2-5 W van GER Köstner: 5-3 W van GBR Leckie: 5-3 W van AUS Sommerville: 5-4 W van IRL Bouchier-Hayes: 5-1 kwartfinale 4: 1ste W van HUN Bakonyi: 5-3 W van ITA Salvadori: 5-4 W van ROU Mureșanu: 5-4 W van USA Hamori: 5-2 W van GBR Cooperman: 5-2 W van COL Posada: 5-2 W van CUB Penabella: 5-0 halve finale: W van ITA Salvadori: 10-6 halve finale 2: V van URS Mavlikhanov: 9-10 5-8ste plek: 1ste W van GER Köstner: 10-5 W van FRA Parent: 10-5 |
| Jerzy Pawłowski | sabel (m)       | 9e        | 1ste ronde groep 2: 1ste W van USA Hamori: 5-1 W van ITA Salvadori: 5-3 W van ROU Vintilă: 5-2 W van AHO Boutmy: 5-1 W van VIE The Loc: 5-0 W van MAS Theseira: 5-0 kwartfinale 2: 1ste W van URS Mavlikhanov: 5-1 W van FRA Lefèvre: 5-4 W van ROU Drîmbă: 5-1 W van GER Theuerkauff: 5-2 W van JPN Shibata: 5-2 W van GBR Leckie: 5-2 V van HUN Kovács: 3-5 halve finale: V van GER Köstner: 9-10                                                                                                |
| Andrzej Piątkowski | sabel (m)       | 23e       | 1ste ronde groep 3: 1ste W van ITA Calarese: 5-4 W van USA Orley: 5-3 W van JPN Shibata: 5-1 W van CAN Foxcroft: 5-0 W van IRI Almasi: 5-0 kwartfinale 3: 6de V van URS Rakita: 3-5 V van FRA Arabo: 3-5 V van GER Köstner: 1-5 V van ITA Chicca: 3-5 W van USA Orley: 5-4 W van ARG Lanteri: 5-3 W van JPN Kitao: 5-1 |
| Wojciech Zabłocki | sabel (m)       | DNS       | niet gestart |
| Wojciech Zablocki Ryszard Zub Andrzej Piatkowski Jerzy Pawłowski Emil Antoni Ochyra                                                  | sabel team (m)  | Brons     | 1ste ronde groep 4: 1ste W van Iran: 16-0 kwartfinale: W van Duitsland: 9-6 halve finale: V van Sovjet-Unie: 7-9 bronzen finale: V van Frankrijk: 8-8 |

### Schietsport
| Olympiër            | Onderdeel                        | Resultaat | Prestatie                        |
| ------------------- | -------------------------------- | --------- | -------------------------------- |
| Henryk Górski       | 50m geweer 3 houdingen (m)       | 18e       | 1132 punten: (397-384-351)       |
| Jerzy Nowicki       | 50m geweer 3 houdingen (m)       | 5e        | 1147 punten: (396-389-362)       |
| Stanisław Marucha   | 50m geweer liggend (m)           | 16e       | 591 punten: (98-98-99-100-98-98) |
| Henryk Górski       | 300m vrij geweer 3 houdingen (m) | 15e       | 1110 punten: (381-382-347)       |
| Kazimierz Kurzawski | 50m pistool (m)                  | 25e       | 537 punten: (87-89-90-91-90-90)  |
| Józef Zapędzki      | 25m snelvuurpistool (m)          | 15e       | 584 punten: (293-291)            |
| Adam Smelczyński    | trap (m)                         | 32e       | 183 punten                       |

### Turnen
| Olympiër                                                                                               | Onderdeel                | Resultaat | Prestatie                             |
| --- | ------------------------ | --------- | ------------------------------------- |
| Jan Jankowicz                                                                                          | brug (m)                 | 30e       | kwalificatie: 30ste met 18,80 punten  |
| Andrzej Konopka                                                                                        | brug (m)                 | 72e       | kwalificatie: 72ste met 18,30 punten  |
| Mikołaj Kubica                                                                                         | brug (m)                 | 41e       | kwalificatie: 41ste met 18,70 punten  |
| Wilhelm Kubica                                                                                         | brug (m)                 | 92e       | kwalificatie: 92ste met 18,00 punten  |
| Alfred Kucharczyk                                                                                      | brug (m)                 | 101e      | kwalificatie: 10ste met 17,60 punten  |
| Aleksander Rokosa                                                                                      | brug (m)                 | 30e       | kwalificatie: 30ste met 18,80 punten  |
| Jan Jankowicz                                                                                          | paard voltige (m)        | 85e       | kwalificatie: 85ste met 17,55 punten  |
| Andrzej Konopka                                                                                        | paard voltige (m)        | 94e       | kwalificatie: 94ste met 17,20 punten  |
| Mikołaj Kubica                                                                                         | paard voltige (m)        | 17e       | kwalificatie: 17de met 18,70 punten   |
| Wilhelm Kubica                                                                                         | paard voltige (m)        | 40e       | kwalificatie: 40ste met 18,40 punten  |
| Alfred Kucharczyk                                                                                      | paard voltige (m)        | 54e       | kwalificatie: 54ste met 18,20 punten  |
| Aleksander Rokosa                                                                                      | paard voltige (m)        | 67e       | kwalificatie: 67ste met 18,10 punten  |
| Jan Jankowicz                                                                                          | rekstok (m)              | 31e       | kwalificatie: 31ste met 18,75 punten  |
| Andrzej Konopka                                                                                        | rekstok (m)              | 68e       | kwalificatie: 68ste met 18,20 punten  |
| Mikołaj Kubica                                                                                         | rekstok (m)              | 12e       | kwalificatie: 12de met 19,10 punten   |
| Wilhelm Kubica                                                                                         | rekstok (m)              | 14e       | kwalificatie: 14de met 19,05 punten   |
| Alfred Kucharczyk                                                                                      | rekstok (m)              | 42e       | kwalificatie: 42ste met 18,60 punten  |
| Aleksander Rokosa                                                                                      | rekstok (m)              | 31e       | kwalificatie: 31ste met 18,75 punten  |
| Jan Jankowicz                                                                                          | ringen (m)               | 46e       | kwalificatie: 46ste met 18,30 punten  |
| Andrzej Konopka                                                                                        | ringen (m)               | 54e       | kwalificatie: 54ste met 18,20 punten  |
| Mikołaj Kubica                                                                                         | ringen (m)               | 18e       | kwalificatie: 18de met 18,80 punten   |
| Wilhelm Kubica                                                                                         | ringen (m)               | 42e       | kwalificatie: 42ste met 18,35 punten  |
| Alfred Kucharczyk                                                                                      | ringen (m)               | 35e       | kwalificatie: 35ste met 18,50 punten  |
| Aleksander Rokosa                                                                                      | ringen (m)               | 28e       | kwalificatie: 28ste met 18,60 punten  |
| Jan Jankowicz                                                                                          | sprong (m)               | 84e       | kwalificatie: 84ste met 18,60 punten  |
| Andrzej Konopka                                                                                        | sprong (m)               | 95e       | kwalificatie: 95ste met 18,45 punten  |
| Mikołaj Kubica                                                                                         | sprong (m)               | 19e       | kwalificatie: 19de met 19,10 punten   |
| Wilhelm Kubica                                                                                         | sprong (m)               | 54e       | kwalificatie: 54ste met 18,75 punten  |
| Alfred Kucharczyk                                                                                      | sprong (m)               | 7e        | kwalificatie: 7de met 19,30 punten    |
| Aleksander Rokosa                                                                                      | sprong (m)               | 42e       | kwalificatie: 42ste met 18,85 punten  |
| Jan Jankowicz                                                                                          | vloer (m)                | 35e       | kwalificatie: 35ste met 18,60 punten  |
| Andrzej Konopka                                                                                        | vloer (m)                | 54e       | kwalificatie: 54ste met 18,35 punten  |
| Mikołaj Kubica                                                                                         | vloer (m)                | 21e       | kwalificatie: 21ste met 18,80 punten  |
| Wilhelm Kubica                                                                                         | vloer (m)                | 38e       | kwalificatie: 38ste met 18,55 punten  |
| Alfred Kucharczyk                                                                                      | vloer (m)                | 18e       | kwalificatie: 18de met 18,85 punten   |
| Aleksander Rokosa                                                                                      | vloer (m)                | 18e       | kwalificatie: 18de met 18,85 punten   |
| Jan Jankowicz                                                                                          | individuele meerkamp (m) | 45e       | 110,60 punten                         |
| Andrzej Konopka                                                                                        | individuele meerkamp (m) | 75e       | 108,70 punten                         |
| Mikołaj Kubica                                                                                         | individuele meerkamp (m) | 16e       | 113,20 punten                         |
| Wilhelm Kubica                                                                                         | individuele meerkamp (m) | 35e       | 111,10 punten                         |
| Alfred Kucharczyk                                                                                      | individuele meerkamp (m) | 37e       | 111,05 punten                         |
| Aleksander Rokosa                                                                                      | individuele meerkamp (m) | 25e       | 111,95 punten                         |
| Mikołaj Kubica Aleksander Rokosa Wilhelm Kubica Alfred Kucharczyk Jan Jankowicz Andrzej Konopka        | meerkamp team (m)        | 5e        | 559,50 punten                         |
| |                          |           |                                       |
| Elżbieta Apostolska                                                                                    | balk (v)                 | 28e       | kwalificatie: 28ste met 18,632 punten |
| Gerda Bryłka                                                                                           | balk (v)                 | 21e       | kwalificatie: 21ste met 18,732 punten |
| Barbara Eustachiewicz                                                                                  | balk (v)                 | 39e       | kwalificatie: 39ste met 18,432 punten |
| Dorota Miler                                                                                           | balk (v)                 | 35e       | kwalificatie: 35ste met 18,466 punten |
| Gizela Niedurny                                                                                        | balk (v)                 | 68e       | kwalificatie: 68ste met 17,666 punten |
| Małgorzata Wilczek                                                                                     | balk (v)                 | 22e       | kwalificatie: 22ste met 18,699 punten |
| Elżbieta Apostolska                                                                                    | brug (v)                 | 48e       | kwalificatie: 48ste met 18,133 punten |
| Gerda Bryłka                                                                                           | brug (v)                 | 45e       | kwalificatie: 45ste met 18,233 punten |
| Barbara Eustachiewicz                                                                                  | brug (v)                 | 25e       | kwalificatie: 24ste met 18,633 punten |
| Dorota Miler                                                                                           | brug (v)                 | 51e       | kwalificatie: 51ste met 18,100 punten |
| Gizela Niedurny                                                                                        | brug (v)                 | 48e       | kwalificatie: 48ste met 18,133 punten |
| Małgorzata Wilczek                                                                                     | brug (v)                 | 42e       | kwalificatie: 42ste met 18,299 punten |
| Elżbieta Apostolska                                                                                    | sprong (v)               | 38e       | kwalificatie: 38ste met 18,533 punten |
| Gerda Bryłka                                                                                           | sprong (v)               | 23e       | kwalificatie: 23ste met 18,799 punten |
| Barbara Eustachiewicz                                                                                  | sprong (v)               | 38e       | kwalificatie: 38ste met 18,533 punten |
| Dorota Miler                                                                                           | sprong (v)               | 28e       | kwalificatie: 28ste met 18,700 punten |
| Gizela Niedurny                                                                                        | sprong (v)               | 65e       | kwalificatie: 65ste met 18,066 punten |
| Małgorzata Wilczek                                                                                     | sprong (v)               | 18e       | kwalificatie: 18de met 18,866 punten  |
| Elżbieta Apostolska                                                                                    | vloer (v)                | 36e       | kwalificatie: 36ste met 18,533 punten |
| Gerda Bryłka                                                                                           | vloer (v)                | 20e       | kwalificatie: 20ste met 18,799 punten |
| Barbara Eustachiewicz                                                                                  | vloer (v)                | 33e       | kwalificatie: 33ste met 18,599 punten |
| Dorota Miler                                                                                           | vloer (v)                | 51e       | kwalificatie: 51ste met 18,199 punten |
| Gizela Niedurny                                                                                        | vloer (v)                | 37e       | kwalificatie: 37ste met 18,500 punten |
| Małgorzata Wilczek                                                                                     | vloer (v)                | 24e       | kwalificatie: 24ste met 18,699 punten |
| Elżbieta Apostolska                                                                                    | individuele meerkamp (v) | 37e       | 73,831 punten                         |
| Gerda Bryłka                                                                                           | individuele meerkamp (v) | 28e       | 74,563 punten                         |
| Barbara Eustachiewicz                                                                                  | individuele meerkamp (v) | 33e       | 74,197 punten                         |
| Dorota Miler                                                                                           | individuele meerkamp (v) | 43e       | 73,465 punten                         |
| Gizela Niedurny                                                                                        | individuele meerkamp (v) | 56e       | 72,365 punten                         |
| Małgorzata Wilczek                                                                                     | individuele meerkamp (v) | 28e       | 74,563 punten                         |
| Gerda Bryłka Małgorzata Wilczek Barbara Eustachiewicz Elżbieta Apostolska Dorota Miler Gizela Niedurny | meerkamp team (v)        | 7e        | 371,287 punten                        |

### Volleybal
| Olympiër | Onderdeel | Resultaat | Prestatie |
| --- | --------- | --------- | --- |
| Krystyna Czajkowska Jozefa Ledwig Marja Golimowska Jadwiga Rutkowska Danuta Kordaczuk Krystyna Jakubowska Jadwiga Marko-Ksiazek Marja Sliwka Zofia Szczesniewska Krystyna Krup Hanna Krystyna Busz Barbara Wieslawa Hermela-Niemczyk | zaal (v)  | Brons     | groepdase: 3de W van Verenigde Staten: 3-0 (15-3, 15-4, 15-10) W van Zuid-Korea: 3-0 (15-5, 15-5, 15-11) V van Sovjet-Unie: 0-3 (9-15, 5-15, 5-15) V van Japan: 1-3 (4-15, 5-15, 15-13, 2-15) W van Roemenië: 3-0 (15-7, 15-6, 15-8) |

| Groepsfase |                  |             |             |             |             |             |             |        |        |        |        |
| #          | Land             | Wedstrijden | Wedstrijden | Wedstrijden | Wedstrijden | Wedstrijden | Wedstrijden | Punten | Punten | Punten | Punten |
| #          | Land             | G           | W           | V           | SW          | SV          | SR          | SPW    | SPL    | Saldo  | Punten |
| 1          | Japan            | 5           | 5           | 0           | 15          | 1           | +14         | 238    | 93     | +145   | 10     |
| 2          | Sovjet-Unie      | 5           | 4           | 1           | 12          | 3           | +9          | 212    | 97     | +115   | 8      |
| 3          | Polen            | 5           | 3           | 2           | 10          | 6           | +4          | 180    | 162    | +18    | 6      |
| 4          | Roemenië         | 5           | 2           | 3           | 6           | 9           | -3          | 140    | 172    | -32    | 4      |
| 5          | Verenigde Staten | 5           | 1           | 4           | 3           | 12          | -9          | 98     | 213    | -115   | 2      |
| 6          | Zuid-Korea       | 5           | 0           | 5           | 0           | 15          | -15         | 94     | 225    | -131   | 0      |

| Ronde      | Datum | Plaats           | Land | Score       | Land |
| ---------- | ----- | ---------------- | ---- | ----------- | ---- |
| Groepsfase |       |                  |      |             |      |
| 12 oktober | Tokio | Verenigde Staten | 0-3  | Polen       |      |
| 14 oktober | Tokio | Zuid-Korea       | 0-3  | Polen       |      |
| 15 oktober | Tokio | Polen            | 0-3  | Sovjet-Unie |      |
| 18 oktober | Tokio | Polen            | 1-3  | Japan       |      |
| 22 oktober | Tokio | Roemenië         | 0-3  | Polen       |      |

### Wielersport
| Olympiër                                                   | Onderdeel                     | Resultaat | Prestatie |
| Baan                                                       | Baan                          | Baan      | Baan |
| ---------------------------------------------------------- | ----------------------------- | --------- | --- |
| Zbysław Zając                                              | sprint (m)                    | 5e        | 1ste ronde serie 12: 3de herkansingen: 1ste in 12,31 herkansingen 2: W van ARG Garcia: 12,09 2de ronde serie 5: 1ste in 12,06 kwartfinale: V van FRA Morelon: 0-2 |
| Wacław Latocha                                             | tijdrit (m)                   | 7e        | 1.11,12 |
| Lucjan Józefowicz                                          | individuele achtervolging (m) | 5e        | 1ste ronde serie 4: V van ITA Ursi: 5.05,01 kwartfinale: V van TCH Daler: 5.07,08                                                                                 |
| Weg                                                        |                               |           | |
| Andrzej Blawdzin                                           | sprint (m)                    | 41e       | 4:39.51,77 |
| Jan Kudra                                                  | sprint (m)                    | 13e       | 4:39.51,74 |
| Jan Magiera                                                | sprint (m)                    | 73e       | 4:39.51,79 |
| Rajmund Zielinski                                          | sprint (m)                    | 43e       | 4:39.51,77 |
| Andrzej Bławdzin Józef Beker Jan Magiera Rajmund Zieliński | ploegentijdrit (m)            | 11e       | 2:31.44,70 |

### Worstelen
| Olympiër           | Onderdeel      | Resultaat      | Prestatie |
| Grieks-Romeins     | Grieks-Romeins | Grieks-Romeins | Grieks-Romeins |
| ------------------ | -------------- | -------------- | --- |
| Bernard Knitter    | -57kg (m)      | 11e            | 1ste ronde: W van IRI Shafizadeh: beslissing 2de ronde: V van ROU Cernea: beslissing 3de ronde: V van URS Trostianskiy: beslissing |
| Kazimierz Macioch  | -63kg (m)      | 9e             | 1ste ronde: V van URS Rurua: beslissing 2de ronde: W van IND Patil 3de ronde: W van BEL Mewis: beslissing 4de ronde: V van JPN Sakurama: beslissing |
| Bolesław Dubicki   | -78kg (m)      | 4e             | 1ste ronde: W van USA Camilleri: beslissing 2de ronde: W van BEL Michiels: beslissing 3de ronde: W van AUT Längle: beslissing 4de ronde: G van HUN Rizmayer 5de ronde: G van BUL Petkov 6de ronde: V van URS Kolesov: beslissing 7de ronde: G van SWE Nyström |
| Czesław Kwieciński | -87kg (m)      | 15e            | 1ste ronde: V van EUA Metz: beslissing 2de ronde: V van URS Olenik: beslissing |
| Lucjan Sosnowski   | -97kg (m)      | 12e            | 1ste ronde: G van ROU Martinescu 2de ronde: G van YUG Petar Cucić 3de ronde: V van ITA Bulgarelli: beslissing |

Afghanistan · Algerije · Argentinië · Australië · Bahama's · België · Bermuda · Birma · Bolivia · Brazilië · Brits-Guiana · Bulgarije · Cambodja · Canada · Ceylon · Chili · Colombia · Congo-Brazzaville · Costa Rica · Cuba · Denemarken · Dominicaanse Republiek · Duits eenheidsteam · Ethiopië · Filipijnen · Finland · Frankrijk · Ghana · Griekenland · Groot-Brittannië · Hongarije · Hongkong · Ierland · IJsland · India · Irak · Iran · Israël · Italië · Ivoorkust · Jamaica · Japan · Joegoslavië · Kameroen · Kenia · Libanon · Liberia · Libië · Liechtenstein · Luxemburg · Madagaskar · Maleisië · Mali · Marokko · Mexico · Monaco · Mongolië · Nederland · Nederlandse Antillen · Nepal · Nieuw-Zeeland · Niger · Nigeria · Noord-Rhodesië · Noorwegen · Oeganda · Oostenrijk · Pakistan · Panama · Peru · Polen · Portugal · Puerto Rico · Roemenië · Senegal · Sovjet-Unie · Spanje · Taiwan · Tanganyika · Thailand · Trinidad en Tobago · Tsjaad · Tsjecho-Slowakije · Tunesië · Turkije · Uruguay · Venezuela · Verenigde Arabische Republiek · Verenigde Staten · Vietnam · Zuid-Korea · Zuid-Rhodesië · Zweden · Zwitserland